# Вальтер Голяк
Вальтер «Голяк» (Готье Нищий, Gautier Sans Avoir, Walther von Habenichts) — французский рыцарь, прозванный так за свою бедность; предводитель пестрой беспорядочной толпы, которая весной 1096 года выступила из Лотарингии для освобождения Иерусалима, предшествуя настоящим крестоносцам (см. Крестьянский крестовый поход). Эта толпа избивала по Рейну евреев и, грабя и разбойничая, прошла через Венгрию и Болгарию; сильно пострадав по дороге, она дошла до Константинополя, где была дружески принята императором Алексеем. Вальтер, сам того не желая, но вынужденный считаться с мнением толпы, переправился в Азию, вопреки советам императора, и при Никее 21 октября 1096 года потерпел поражение, в котором погиб сам, с большинством своих людей.
Исторические записи так повествуют о Вальтере и первых крестоносцах:
«После Клермонского собора проповедь войны с „неверными“ развернули епископы, священники и монахи. Наибольшую популярность среди простого народа приобрел монах Пётр Амьенский (Пустынник), призывавший к участию в походе простой народ в Северной и Средней Франции, а также в прирейнской Германии. Под влиянием его проповедей ранней весной 1096 г. десятки тысяч бедняков поднялись на „святое паломничество“. Ими предводительствовали Петр Пустынник, разорившийся рыцарь Вальтер Голяк из Северной Франции и священник Готшалк из Рейнской области. Нестройными толпами, вооруженные лишь дубинками, косами, топорами, без запасов продовольствия участники похода шли вдоль Рейна и Дуная и далее на юг к Константинополю. Темные, изголодавшиеся крестьянские массы, к которым присоединилось немало различных авантюристов из обедневшего рыцарства, проходя через владения венгров, болгар, греков, отнимали у жителей продукты, грабили, убивали, насильничали; в прирейнских городах рыцари-грабители устраивали еврейские погромы. Местное население давало энергичный отпор неожиданным пришельцам. Крестоносцы понесли большие потери. Сильно поредевшее крестьянское войско летом 1096 г. прибыло в Константинополь. Здесь оно повело себя столь же разнузданно. Алексей Комнин поспешил переправить крестьян на другой берег Босфора, в Малую Азию. Не ожидая подхода основных сил рыцарей-крестоносцев, бедняки устремились вперед. В октябре 1096 г. сельджукское войско заманило крестьянские отряды в засаду и почти полностью перебило их. Так наивные иллюзии крестьян, мечтавших совершить религиозный подвиг и добиться освобождения, разбились при первом столкновении с действительностью».

## Прозвище
Помимо распространённой версии, согласно которой Вальтер считается разорившимся рыцарем, существует также другая. Её придерживается ряд историков-авторов трудов по истории войн крестоносцев (в частности, британские историки Райли-Смит и Тьерман). Согласно последней, прозвище Вальтера указывает не на материальное состояние (фр. Sans — без, фр. Avoir — имущество, то есть неимущий, голяк), а на местность, которой он правил — Буасси-Сан-Авуар.